# Caité
Caité é um distrito do município brasileiro de Santo Antônio de Leverger, no estado de Mato Grosso. Segundo o censo demográfico de 2022, realizado pelo Instituto Brasileiro de Geografia e Estatística (IBGE), sua população era de 2 212 habitantes e havia 833 domicílios particulares permanentes ocupados.
De acordo com o IBGE, em 2010 a população era de 4 882 habitantes e havia 2 111 domicílios particulares.
Foi criado com o nome de Palmeiras pela lei estadual nº 2.096 de 20 de dezembro de 1963. Passou a se chamar Caité mediante a lei estadual nº 4.383 de 16 de novembro de 1981.